# Младен Миловановић
Младен Миловановић (Ботуње код Крагујевца, око 1760 — Очка гора на Златибору, 1823) је био војвода из Првог српског устанка, Карађорђев сарадник и вођа његове странке; члан (од 1805) и председник 1808—1809. Правитељствујушчег совјета сербског, војни попечитељ и заменик председника Правитељствујушчег совјета 1811—1813. године.

## Биографија
Пореклом је из Дробњака. Младен Миловановић је пре устанка 1804. године био богат сточни трговац и као један од ретких писмених у то доба био је чувен не само по богатству, већ по разборитости и говорништву. Због тога је током сече кнезова био утамничен, али се крагујевачки муселим бојао да одмах изврши смртну казну.
Чим је почео устанак, Карађорђе чувши за Младенову судбину послао је поруку муселиму да пусти Младена, а заузврат ће он пустити заробљене Турке. Нашавши се на слободи, Младен се одмах придружио устаницима. Као уважаван човек, Младен је одмах почео заузимати високе положаје у устаничкој Србији, тако да је био и војвода, саветник, министар војни и председник владе. Такође, он је увећао своје имање, тако да је постао најбогатији човек у Србији. То му је с једне стране донело уважавање, а са друге изазивало људе на отпор. У унутрашњим размирицама ниједан већи старешина није имао толико непријатеља, као он, али ипак се успео одржати до пропасти устанка. Као војвода, заслужан је за ослобођење Крушевца 1806. године.
С друге стране, неки му приписују кривицу за пораз српске источне војске 1809. године, као и да је променом ратног плана допринео пропасти устанка 1813. године. По пропасти Србије 1813. године, отишао је у Срем, а одатле спроведен у Брук на Мури. Потом се настанио 1814. године у Хотину у Бесарабији, где је остао до 1821. године.
Јуна 1815. године је као повереник српских емиграната из Бесарабије, преко Беча ишао за Париз, а након ослобођења, већ стари Господар Младен је 1822. године прешао у Шумадију. Младен је то време боравио на двору кнеза Милоша у Крагујевцу. Када је Младен сазнао да турски везир Марашли Али-паша тражи да се он ухапси покушао је тајно преко Златибора да се пребаци у Црну Гору.

## Смрт
Убијен је априла 1823. године, на Златибору, и то као гост рујанског сердара Јована Мићића. Кнез Милош је у Крагујевцу предао Младена Миловановића сердару Мићићу да га допрати до Лима и пребаци у Црну Гору. Међутим, Мићићеви момци Леко и Симо Ковач убили су га у Очкој гори на Златибору при наводном покушају бекства, а његов леш бацили у оближњу пећину Звекару; тело је затим спаљено.